# Istria nemzetközi expresszvonat
A Retró Istria Expresszvonat (vonatszám: 1246/1247) Budapest és Koper között közlekedik. Postojnáig egyesítve a közlekedik a koperi és a rijekai vonatrész. Postojnától a vonat egyik része Koperbe, a másik pedig Fiumébe közlekedik.

## Története
Szlovénia függetlenné válása után a magyar–szlovén vasúti kapcsolat sokáig kiépítetlen maradt. A két államot összekötő vasútvonal 2001-ben nyílt meg, de a fővárosok közötti személyforgalom máig hosszú ideig olyan alacsony maradt, hogy a Citadella IC-n kívül nem közlekedett más távolsági járat az őrihodosi átkelő érintésével. Magyarország és Szlovénia EU-tagságával, illetve a schengeni szerződés életbe lépésével megélénkült az Adriai-tengerhez tartó nyári forgalom, így a vasút előtt megnyílt a lehetőség, hogy a nyári szezonban egy éjszakai eljutást kínáló vonatot indítson az Adriai-tenger északi nyaralóhelyeihez.
2012. június 22-én indul el az eslő járat Budapest-Keleti pályaudvarról Pula felé nemzetközi gyorsvonatként. Budapest és Celldömölk között a Szombathely felé közlekedő gyorsvonattal egyesítve közlekedett, majd Celldömölktől önálló vonatként.
A 2013-as nyári szezontól a vonat Budapest-Déliról indul Koperbe. Budapest és Celldömölk között a Budapest-Déliből Székesfehérváron, Veszprémen és Bobán át Celldömölkre közlekedő személyvonattal egyesítve közlekedett, de Bobától önálló vonatként közlekedett.
A 2014-es nyári szezonban InterCity-ként közlekedett. Érdekesség, hogy közvetlen kocsit továbbitott Moszkvából Budapest-Keleti érintésével.
A 2018-as nyári szezonban a Veszprém és Ajka közötti pályakarbantartási munkák miatt kerülő úton közlekedett: Székesfehérváron, Balatonfüreden és Tapolcán át. További változás volt, hogy a Déli pályaudvar helyett a Keleti pályaudvarról indult.
2020-ban a koronavírus-járvány miatt nem közlekedett.
A 2022-es nyári szezonban a Keleti pályaudvarról indult, de a Veszprém és Ajka közötti felújítás miatt kerülő úton, Győrön és Szombathelyen át közlekedett a Savaria IC-vel egyesítve.
A 2023-as nyári menetrendben Ajkáig egy személyvonattal egyesítve közlekedett, illetve onnan indult önálló vonatként Ljubljana felé. A vonat retró összeállítása miatt ettől az évtől „Retró Istria” néven közlekedik.
A 2024-es nyári menetrendben Veszprémtől indult önálló vonatként.
A 2025-ös nyári szezonban a Veszprém és Ajka közötti pályakarbantartási munkák miatt ismét kerülő úton közlekedik: Székesfehérváron, Balatonfüreden és Tapolcán át. A Déli pályaudvar helyett ismét a Keleti pályaudvarról indul.

## Útvonal
Általában évről évre változott, az erőforrások rendelkezésre állása és az aktuális pályakarbantartási munkálatok függvényében.
A 2025. évi menetrend szerint: Budapest – Székesfehérvár – Balatonfüred – Tapolca – Ukk – Őriszentpéter – Pragersko – Celje – Ljubljana – Postojna – Koper.
A fiumei vonatrész útvonala Postojnától: Postojna – Pivka – Sapjane – Abbázia - Matulji – Fiume.

## A szerelvény
A vonatot Budapest és Balatonfüred között általában MÁV V43 sorozatú villanymozdony, majd Balatonfüred és Hodoš [Őrihodos] állomások között MÁV M41 sorozatú dízelmozdony vontatja. Hodoš állomáson mozdonycsere történik SŽ 342 sorozatú villanymozdonyra. A fiumei vonatrész esetében Sapjane állomáson újabb mozdonycserére kerül sor: a Szlovén Vasutak [Slovenske Železnice] villanymozdonyát lecserélik a Horvát Vasutak [Hrvatske Željeznice] villanymozdonyára.
Vonatösszeállítás 2024. június 28-ától:
A Retró Istria Expresszvonat éjszakai járat, ennek megfelelően a járat egyes években hálókocsikkal, fekvőhelyes kocsikkal, pihenőszékes kocsival, illetve kerékpárszállító kocsival közlekedett.